# Buchón granadino

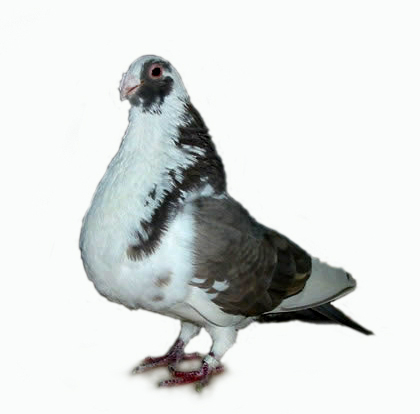
Buchón granadino

El buchón granadino, antiguamente llamado buchón valenciano, es una raza de palomo española, que recibe su nombre de la provincia de Granada donde tiene su origen.
Se cree que en su génesis intervinieron el antiguo buchón gorguero y otras antiguas razas de buchones y laudinos del Levante y Granada. Los colombófilos lo consideran un animal de vuelo, de exposición y para concursos de vuelo.